# Bror van der Zijde
Bror van der Zijde est un bobeur suisse, né le 13 février 1989.

## Palmarès

### Championnats monde
- : médaillé de bronze en bob à 4 aux championnats monde de 2016.

### Coupe du monde
- 7 podiums  : 
  - en bob à 2 : 1 troisième place.
  - en bob à 4 : 1 victoire, 2 deuxièmes places et 3 troisièmes places.

#### Détails des victoires en Coupe du monde
| Édition   | Bob à 2 | Bob à 4     |
| 2016-2017 |         | Lake Placid |